# Adolf Huschke

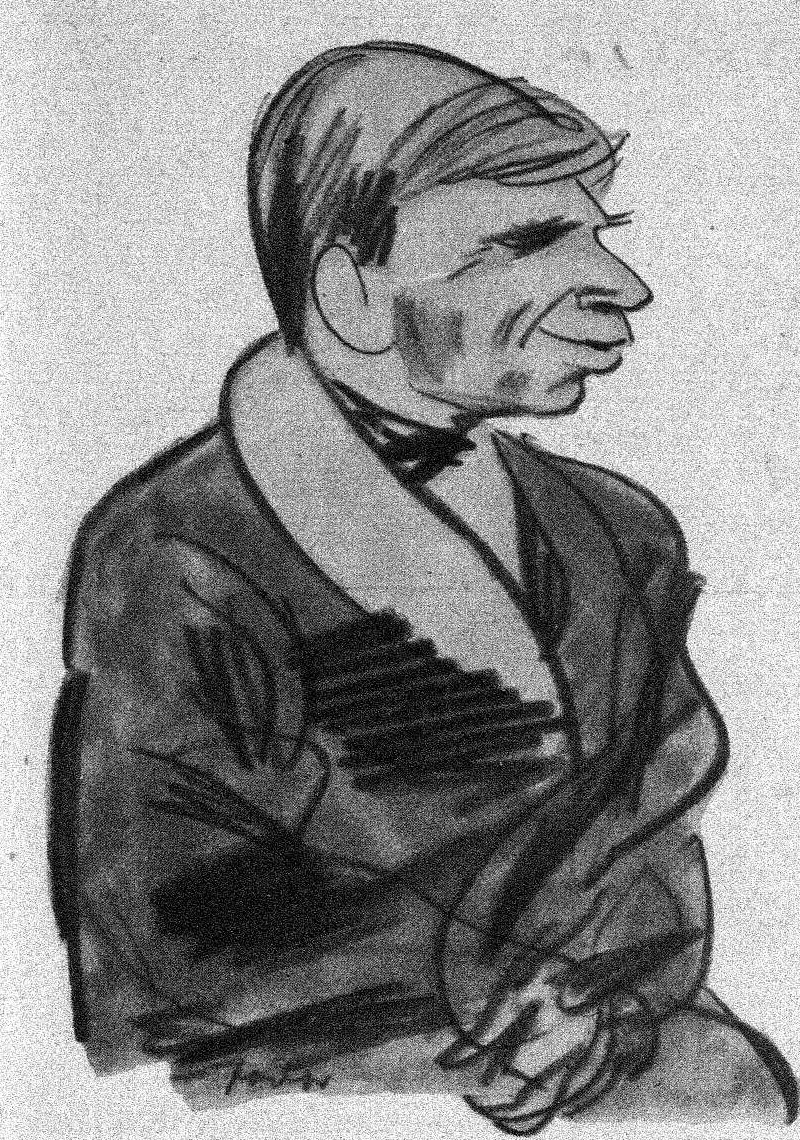
Adolf Huschke

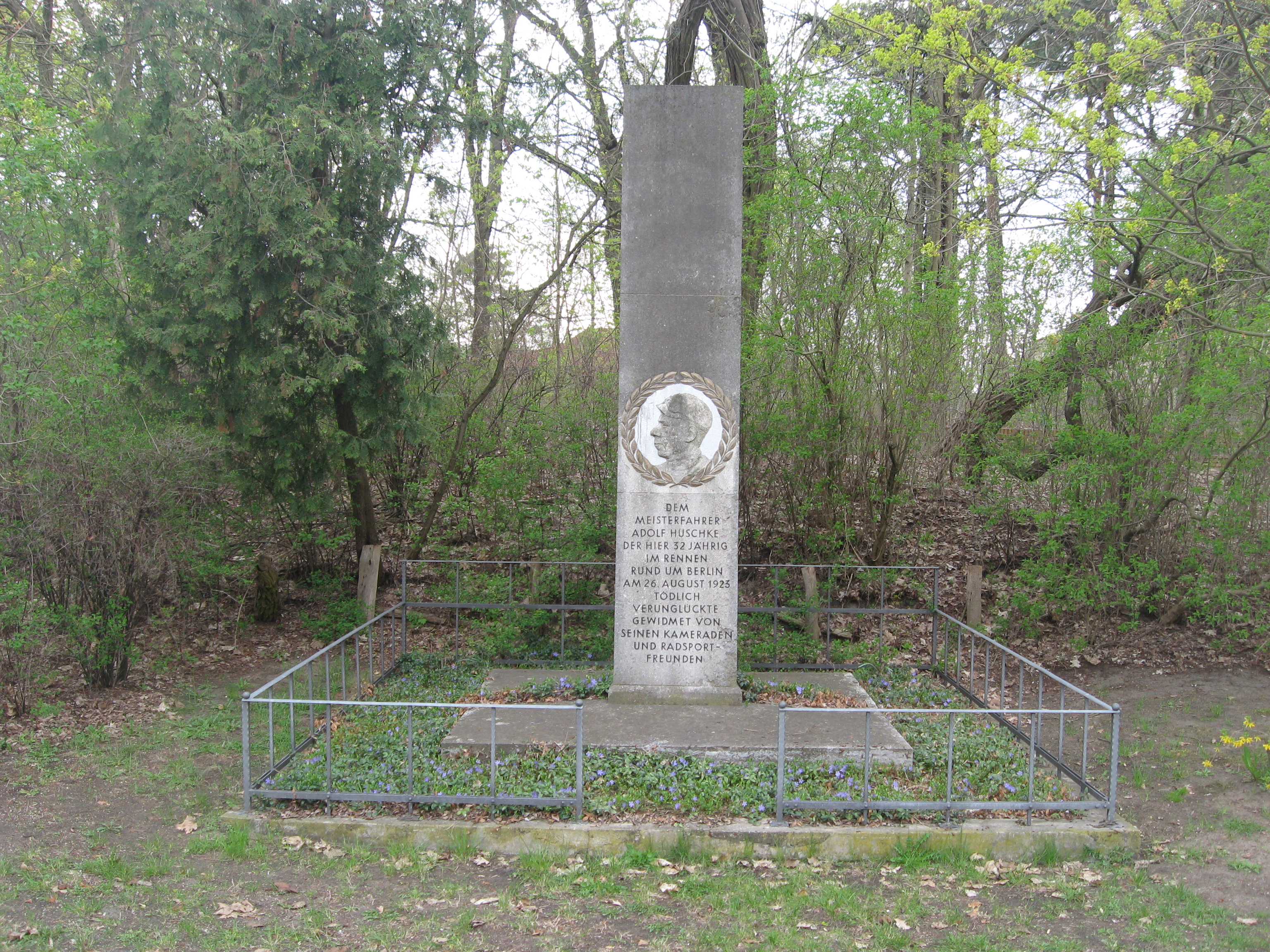
Das Denkmal für Huschke an der Unfallstelle in Sachsenhausen

Adolf Huschke (* 14. Oktober 1891 in Berlin; † 28. August 1923 in Sachsenhausen) war ein deutscher Radrennfahrer, Bruder von Richard Huschke und Großvater von Thomas Huschke. Auch Adolf Huschkes Sohn Gerhard betätigte sich als Radsportler.

## Leben
Adolf Huschke war gemeinsam mit seinem Bruder Richard einer der erfolgreichsten deutschen Straßenrennfahrer vor und nach dem Ersten Weltkrieg. Beide waren Mitglied des Berliner Vereins BBC Germania. So gewann er 1911 Rund um Berlin und Rund um Köln, 1921 die Deutsche Straßen-Radmeisterschaft, Rund durch Schwaben sowie Dresden-Berlin-Dresden und 1922 sowie 1923 Berlin-Kottbus-Berlin. Außerdem war er 1922 Sieger bei der Deutschland-Rundfahrt und nahm auch an Sechstagerennen teil. 1914 wurde er Dritter in der Distanzfahrt Wien–Berlin hinter dem Sieger Erich Aberger. Von 1911 bis 1922 fuhr Huschke für Continental.
Am 10. November 1921 stürzte Adolf Huschke bei der Lombardei-Rundfahrt bei einem Zusammenstoß mit einem Bauernwagen und zog sich leichte Verletzungen zu. Richard Huschke, der ebenfalls teilnahm, unterbrach das Rennen, um seinem Bruder zu helfen, wodurch er den Anschluss verlor. Auf Adolfs Bitte setzte Richard schließlich das Rennen fort.
Am 26. August 1923 stürzte Adolf Huschke während seiner Teilnahme am Rennen Rund um Berlin infolge eines Gabelbruchs und fiel auf das Gesicht. Wie beim Sturz zwei Jahre zuvor unterbrach auch diesmal Richard das Rennen, konnte aber den Anschluss an seine Gegner wieder herstellen. Adolf Huschke erlitt einen schweren Schädelbruch und musste ins Krankenhaus gebracht werden. Am 28. August 1923 erlag er seinen Verletzungen.
Am 31. August wurde Adolf Huschke auf dem Gethsemane-Friedhof in Niederschönhausen beigesetzt.

## Gedenken
In der Nähe der Unfallstelle in Sachsenhausen bei Oranienburg wurde am 31. August 1924 in Anwesenheit aller prominenten Persönlichkeiten des deutschen Radsports ein Denkmal für Adolf Huschke enthüllt, das heute noch erhalten ist. Alljährlich fand eine Gedenkfahrt zum Denkmal statt.

„Dem Meisterfahrer Adolf Huschke, der hier 32jährig, im Rennen Rund um Berlin am 26. August 1923 tödlich verunglückte, gewidmet von seinen Kameraden und Radsportfreunden.“

Zu Ehren von Adolf Huschke wurde zeitweilig ein Adolf-Huschke-Omnium (Mehrkampf) sowie ein Adolf-Huschke-Gedenkrennen veranstaltet.

## Erfolge (Auswahl)
1910
- Berlin–Baruth–Berlin
- Berlin–Müncheberg
- Berlin–Jüterbog–Berlin
- Berlin–Brandenburg–Berlin

1911
- 1. Platz Berlin–Leipzig–Berlin (rund 300 km) in 10:25:00[11]
- 1. Platz der Dauerfahrt durch Oldenburg (212 km) in 7:48:12[12]
- 1. Platz Rund um Köln (231 km) in 8:07:00[13]
- 1. Platz Rund um Berlin (270 km) in 9:42:01[14]

1914
- 3. Platz Nürnberg–München–Nürnberg (370 km) in 16:02:00[15]
- 3. Platz Wien–Berlin (596,5 km) in 23:52:42[16]
- 1. Platz Rund um die Gletscher (239 km) in 11:55:07[17][18]
- 7. Platz Rund durch Sachsen (300 km) in 10:30:04[19]

1920
- 1. Platz Rund um Spessart und Rhön (319 km)[20]
- 1. Platz Dresden–Berlin–Dresden (390 km) in 14:44:46[21]

1921
- 1. Platz Rund um die Hainleite (254 km)[22][23]
- 1. Platz der Berufsfahrer-Straßenmeisterschaft (Strecke Stuttgart–Ulm–Nürnberg, 260 km) in 8:52:00[24]
- 2. Platz (zusammen mit seinem Bruder Richard) im 50 km-Rennen im Berliner Sportpalast[25]
- 3. Platz im Sechs-Stunden-Rennen im Berliner Sportpalast[25]
- 3. Platz (zusammen mit seinem Bruder Richard) in der Gesamtklassifikation im Drei-Stunden-Rennen im Berliner Sportpalast[26]

1922
- 2. Platz im Dreiländerkampf Schweiz–Holland–Deutschland im Berliner Sportpalast[27]
- 1. Platz beim Hallensportfest Berlin (16 Punkte)[28]
- 1. Platz Berlin–Kottbus–Berlin in 9:35:00[29]
- 1. Platz Großer Preis von Deutschland in 38:33:31[30]
- 2. Platz München–Berlin (702 km) in 26:12:22[31]
- 2. Platz der Deutschen Meisterschaften im Radfahren (Berufsfahrer) mit einer Länge hinter seinem Bruder Richard (Siegerzeit 12:01:10)[32]

1923
- 3. Platz im Berliner 125-Kilometer-Rennen (23 Punkte)[33]
- 1. Platz Berlin–Kottbus–Berlin in 9:51:41[34]
- 4. Platz München–Zürich (ca. 335 km)[35]
- 1. Platz Rund um Spessart und Rhön[36]
- 1. Platz Straßenmeisterschaft von Zürich[37]
- 2. Platz München–Berlin in 24:36:32[38]